# Pseudicius epiblemoides
Pseudicius epiblemoides är en spindelart som beskrevs av Chyzer, Kulczynski 1891. Pseudicius epiblemoides ingår i släktet Pseudicius och familjen hoppspindlar. Inga underarter finns listade i Catalogue of Life.